# Pass It Around
Pass It Around è il terzo album di Donavon Frankenreiter, pubblicato nel 2008.

## Tracce
1. Life, Love & Laughter – 3:12
2. Too Much Water – 3:32
3. Come with Me – 3:29
4. Your Heart – 2:46
5. Hit the Ground Running – 3:40
6. Mansions in the Sand – 5:03
7. Someone's Something – 3:38
8. Sing a Song – 3:52
9. Pass It Around – 4:53
10. Come Together – 3:06